# Cerisé
Cerisé és un municipi francès situat al departament de l'Orne i a la regió de Normandia. L'any 2007 tenia 747 habitants.

## Demografia

### Població
El 2007 la població de fet de Cerisé era de 747 persones. Hi havia 274 famílies de les quals 40 eren unipersonals (12 homes vivint sols i 28 dones vivint soles), 107 parelles sense fills, 119 parelles amb fills i 8 famílies monoparentals amb fills.
La població ha evolucionat segons el següent gràfic:
Habitants censats

### Habitatges
El 2007 hi havia 290 habitatges, 279 eren l'habitatge principal de la família, 2 eren segones residències i 9 estaven desocupats. 283 eren cases i 5 eren apartaments. Dels 279 habitatges principals, 201 estaven ocupats pels seus propietaris, 77 estaven llogats i ocupats pels llogaters i 1 estava cedit a títol gratuït; 2 tenien una cambra, 7 en tenien dues, 32 en tenien tres, 90 en tenien quatre i 149 en tenien cinc o més. 224 habitatges disposaven pel capbaix d'una plaça de pàrquing. A 130 habitatges hi havia un automòbil i a 141 n'hi havia dos o més.

### Piràmide de població
La piràmide de població per edats i sexe el 2009 era:
| Homes | Edats   | Dones |
| ----- | ------- | ----- |
| 0     | 95 o +  | 0     |
| 0     | 90 a 94 | 0     |
| 0     | 85 a 89 | 4     |
| 4     | 80 a 84 | 0     |
| 4     | 75 a 79 | 8     |
| 20    | 70 a 74 | 16    |
| 24    | 65 a 69 | 16    |
| 8     | 60 a 64 | 28    |
| 32    | 55 a 59 | 20    |
| 24    | 50 a 54 | 28    |
| 32    | 45 a 49 | 40    |
| 28    | 40 a 44 | 32    |
| 28    | 35 a 39 | 28    |
| 32    | 30 a 34 | 40    |
| 12    | 25 a 29 | 12    |
| 24    | 20 a 24 | 12    |
| 44    | 15 a 19 | 28    |
| 40    | 10 a 14 | 36    |
| 52    | 5 a 9   | 28    |
| 12    | 0 a 4   | 36    |

## Economia
El 2007 la població en edat de treballar era de 467 persones, 339 eren actives i 128 eren inactives. De les 339 persones actives 321 estaven ocupades (161 homes i 160 dones) i 18 estaven aturades (11 homes i 7 dones). De les 128 persones inactives 50 estaven jubilades, 43 estaven estudiant i 35 estaven classificades com a «altres inactius».

### Ingressos
El 2009 a Cerisé hi havia 288 unitats fiscals que integraven 762 persones, la mediana anual d'ingressos fiscals per persona era de 19.038 €.

### Activitats econòmiques
Dels 54 establiments que hi havia el 2007, 1 era d'una empresa alimentària, 1 d'una empresa de fabricació de material elèctric, 2 d'empreses de fabricació d'altres productes industrials, 4 d'empreses de construcció, 20 d'empreses de comerç i reparació d'automòbils, 2 d'empreses de transport, 6 d'empreses d'hostatgeria i restauració, 3 d'empreses financeres, 3 d'empreses immobiliàries, 10 d'empreses de serveis, 1 d'una entitat de l'administració pública i 1 d'una empresa classificada com a «altres activitats de serveis».
Dels 13 establiments de servei als particulars que hi havia el 2009, 1 era un taller de reparació d'automòbils i de material agrícola, 1 taller d'inspecció tècnica de vehicles, 2 establiments de lloguer de cotxes, 1 paleta, 1 fusteria, 2 lampisteries, 1 veterinari, 3 restaurants i 1 saló de bellesa.
Dels 2 establiments comercials que hi havia el 2009, 1 era un supermercat i 1 una botiga d'electrodomèstics.
L'any 2000 a Cerisé hi havia 3 explotacions agrícoles que ocupaven un total de 246 hectàrees.

## Equipaments sanitaris i escolars
El 2009 hi havia una escola elemental.

## Poblacions més properes
El següent diagrama mostra les poblacions més properes.